# استیو مورو
استیو مورو (انگلیسی: Steve Morrow؛ زادهٔ ۲ ژوئیهٔ ۱۹۷۰) بازیکن فوتبال اهل ایرلند شمالی است.
از باشگاه‌هایی که در آن بازی کرده‌است می‌توان به باشگاه فوتبال آرسنال، باشگاه فوتبال کویینز پارک رنجرز، و باشگاه فوتبال واتفورد، باشگاه فوتبال ردینگ، اف‌سی دالاس، باشگاه فوتبال بارنت، باشگاه فوتبال پیتربورو یونایتد، باشگاه فوتبال کویینز پارک رنجرز، و تیم ملی فوتبال ایرلند شمالی اشاره کرد.
وی همچنین در تیم ملی فوتبال ایرلند شمالی بازی کرده‌است.